# Bradypodion venustum
Bradypodion venustum (гроотвадерсбоський карликовий хамелеон) — вид ігуаноподібних ящірок родини хамелеонових (Chamaeleonidae). Ендемік Південно-Африканської Республіки. Описаний у 2022 році.

## Поширення й екологія
Гроотвадерсбоські карликові хамелеони мешкають у заповіднику Гроотвадерсбос біля південного підніжжя Лангебергу в Капських горах, за 40 км на захід від Свеллендама, на невеликій території площею 5,8 км². Вони живуть у гірських афропомірних лісах, на висоті від 270 до 320 м над рівнем моря.

## Збереження
МСОП класифікує цей вид як вразливий. Bradypodion venustum мають один з найменших ареалів серед усіх хамелеонів, якому може загрожувати знищення.